# 磁場勾配パルス
磁場勾配パルス（じばこうばいパルス、英語: pulsed field gradient）は、人為的に空間依存磁場強度を持たせたパルスである。勾配は軸、強さ、形状、持続時間の4つの特徴によって同定される。
パルス磁場勾配（PFG）法は、核磁気共鳴画像法 (MRI) や空間選択的分光法、NMRを用いた拡散の研究において重要である。PFG法は現代的なNMR分光法において位相回しの代替手段として広く用いられている。

## NMRにおける一般的な磁場勾配
スピンIについてz方向に不変な磁場勾配の効果は、角度γIGzでのz軸の周りの回転と考えられる（Gは勾配強度、γIはスピンIの磁気回転比）。これは磁化に位相因子を導入する。
Φ (z,τ) = γIzGτ
時間τの単位はミリ秒である。